# 장덕수
장덕수(張德秀, 1894년 12월 10일~1947년 12월 2일)는 일제강점기의 정치인, 언론인, 교수, 친일반민족행위자이다. 독립운동가 겸 언론인 장덕준의 동생이자 독립운동가 장덕진의 형이다. 본관은 결성(結城), 호는 설산(雪山)이다.
1916년 일본 와세다 대학에서 학사학위 취득 후 일시 귀국했다가 상하이로 건너가 신한청년당과 상하이 임시 정부에 가담했다. 다시 귀국했다가 조선총독부에 의해 체포되어 전라남도 하의도에 유배되었지만 여운형의 도움으로 탈출하였다. 1923년 동아일보 창간에 참여하고 부사장을 역임하였다. 사회주의운동과 계몽운동을 하다가 '공산주의 선전비의 남비(濫費) 사건' 이후 유학길에 올라 영국과 미국에서 석사학위와 박사학위를 취득한 뒤 1936년 귀국하여 보성전문학교 교수로 재직하였다.
1936년 일장기 말소 사건에 따른 동아일보 정간사태와 1938년 흥업구락부 사건 전후로 친일파로 변절, 시국대응전선사상보국연맹, 국민총력조선연맹, 대화숙(야마토주쿠)
1945년 광복 후에는 한국민주당 창당에 참여하였고, 한국민주당 외무부장과 정치부장 등을 역임하였다. 신탁통치 문제에 대해서는 '찬성 후 반대'라는 입장을 내서 이승만, 김구와 갈등을 빚었지만, 이승만의 남한 단독 정부 수립론은 초지일관으로 지지하였다. 1947년 12월 2일 저녁 6시 50분경 동대문구 제기동 자택에서 한국독립당 소속 박광옥, 배희범의 총에 맞고 절명하였다.

## 생애

### 유년기
장덕수는 1894년 12월 10일 조선 황해남도 재령 남율면 강교리 나무리벌에서 농업인 장붕도(張鵬道)와 어머니 김현묘(金炫妙)의 셋째 아들로 태어났다. 형제는 이복형인 장덕주(張德胄)와 독립운동가인 친형 장덕준과 동생 장덕진 등이 있었고, 여동생 장덕희가 태어났다. 그의 선대는 양반가로 선조 장사(張楒)는 고려 충렬왕 때의 공신으로 결성부원군에 봉군되었고, 결성군(結城君) 장하(張夏)는 고려 말기의 문신으로 과거에 급제하여 평장사(平章事)에 이르렀으나 이성계의 조선 개국에 반대하고 충청남도 홍성군으로 은거하였다. 장하의 장남 유온(有溫)이 황해남도 재령에 입향하고 그의 직계 선조가 되었다.
할아버지는 무명의 선비로 장초시(張初試)라 불렸었다. 과거 시험의 초시에는 합격하였으나 대과에 합격하지 못한 이를 흔히 초시, 초시댁이라 불렀다. 그러나 아버지 장붕도는 과거에 합격하거나 관직에 앉지도 못했고, 평생 가난한 농부로 살았다.
아버지까지 9대 독자였는데, 4형제가 태어나게 되었다. 형 장덕준은 독립운동가이자 교육자, 언론인으로 재령 보강학교에서 교편을 잡다 일찍이 신문물에 눈을 떠 계몽운동에 투신하였고, 1920년 동아일보의 특파원으로 만주의 간도, 훈춘 등에 파견되어 취재하던 중 일본군에 의해 사살되었다. 동생 장덕진은 상하이로 건너가 상해 임시정부의 행동대원이었으며 독립운동 자금을 마련하기 위해 중국인 카지노를 털다가 사살되었다.
가난한 빈농가의 아들로 태어난 그의 유년기의 가정 형편이 어려워 겨우 끼니를 연명하는 처지였으며 정규 고등교육을 받지 못하였다. 10세 때 부친을 여의었고 그 뒤 진남포의 한 학교에서 장덕진 등과 하숙, 김구를 만나게 되었다. 당시 진남포의 학교에서 형 장덕준은 강사로 있었다. 그런 인연으로 그는 진남포 학교 기숙사에서 하숙하면서 학교에 다닐 수 있었다.

### 청년기, 일제시대 초반

#### 관료 생활
이때 그는 김구에게서 학문을 배웠고 진남포 학교를 졸업한 뒤에는 황해도 해주 연희보통학교에 진학하였다. 연희보통학교 졸업 후 소년기때 그는 황해남도 진남포 이사청 급사로 취직하였으나, 상관과의 의사 충돌로 얼마 뒤 관료생활을 그만두었다. 그 뒤 그는 노동과 막일에 종사하며 문관시험을 준비한다. 강의록으로 공부하던 그는 1911년 9월 조선총독부에서 시행하는 판임문관시험(判任文官試驗)에 합격하였다. 조선총독부 판임관(判任官)에 임용되었다.
그러나 1912년 판임관을 그만두고 일본으로 유학하였다. 정규 고등교육을 받지 못한 그는 중학교 졸업학력 검정고시에 합격하여 대학 입학 자격을 취득한다.

#### 일본 유학 시절(1912~1916)

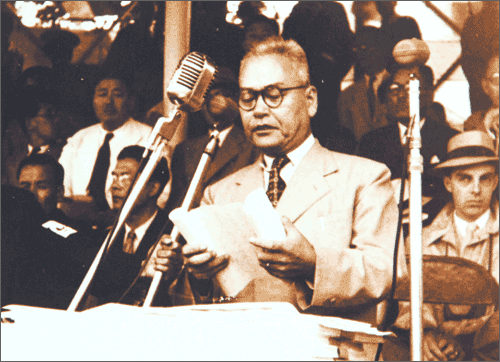
대학교 동창이자 정치적 동지 해공 신익희

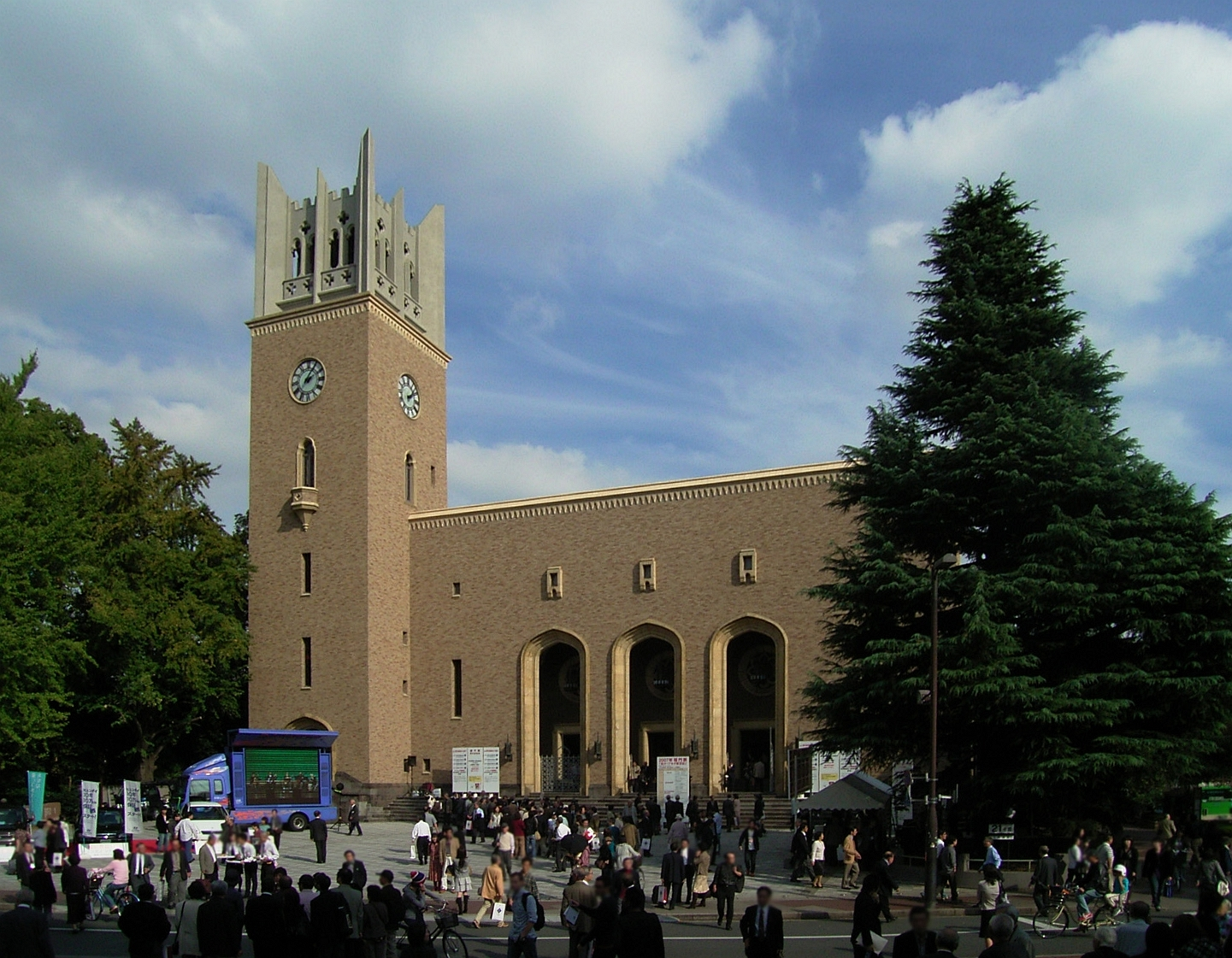
모교 와세다 대학

일본에서는 노동과 아르바이트로 학비를 조달하였으며 와세다 대학의 문학 강의록과 정경과강의록으로 독학을 하였으며, 1912년 가을 와세다 대학 고등예과에 편입했다.
1913년 와세다 대학 고등예과를 수료하고, 와세다 대학 정치경제학부에 입학했다. 일본 유학 중 그는 신익희, 김성수, 송진우를 만났다. 이들은 이후 그가 죽을 때까지 절친한 친구로 지냈다.
장덕수는 신익희와 와세다 대학 정경학부를 같이 다니며 학업보다는 독립운동을 위한 비밀활동에 주력하였다. 대학 재학 중 장덕수는 신익희와 함께 와세다 대학 정경학부, 조선학회 등에서 함께 활동하며 움직였다. 재일본동경 조선유학생학우회(在日本東京朝鮮留學生學友會)에 가입하고, 이 단체의 기관지 《학지광》을 발간하는 편집부 부장과 평의원 등을 맡아 활동하였다 그러는 사이 그는 신익희와 함께 고향을 그리며 달을 바라보고 함께 비분강개하며 국사를 통렬히 논하고 함께 독립운동에 일신을 바칠 것을 맹세하였다. 그는 신익희, 윤홍섭 등과 함께 독서회를 조직하고, 한인 학생회의 간부로 주도적으로 활동하였다.
웅변에 뛰어났던 그는 1915년 일본 전국 대학생 웅변대회에 참가, ‘동양의 평화와 일본의 민주주의’라는 주제로 열변을 토해 1등을 하기도 했다.
1916년 봄 김명식(金明植), 김철수, 최익준(崔益俊), 김익수, 중국인 황각(黃覺) 등 한인 유학생 및 중국 학생들과 함께 일제의 타도와 새 아시아의 건설을 목표로 하는 비밀지하정당인 신아동맹당(新亞同盟黨)을 조직하여 활동하였다.
1916년 7월 일본 와세다 대학 정치경제학부를 졸업하였다.
1916년 9월 학우회 평의원이 되었다.

#### 일시 귀국 후 상하이 망명(1917~1918)
1917년 조선총독부의 관리가 되라는 와세다 대학 교수의 권유와 추천을 거부하고 한국으로 귀국했다가 조선총독부로부터 요시찰인물로 지명되어 형사들의 감시를 받았다.
1917년 김성수, 송진우, 이광수 등과 연락하였으나 상하이(上海)로 망명을 결심하고 배편으로 출국하였다. 상하이로 건너간 그는 여운형(呂運亨) 등을 만나 독립운동의 방략을 논의하였다. 이후 신아동제사의 사원으로 가입하였다.
1918년 정당 조직의 필요성을 역설하여 여운형·신채호·조동호·김규식·신성모·신규식 등과 함께 신한청년당을 조직하였다.

### 일제시대 중반

#### 체포, 투옥, 유배, 탈출(1919)

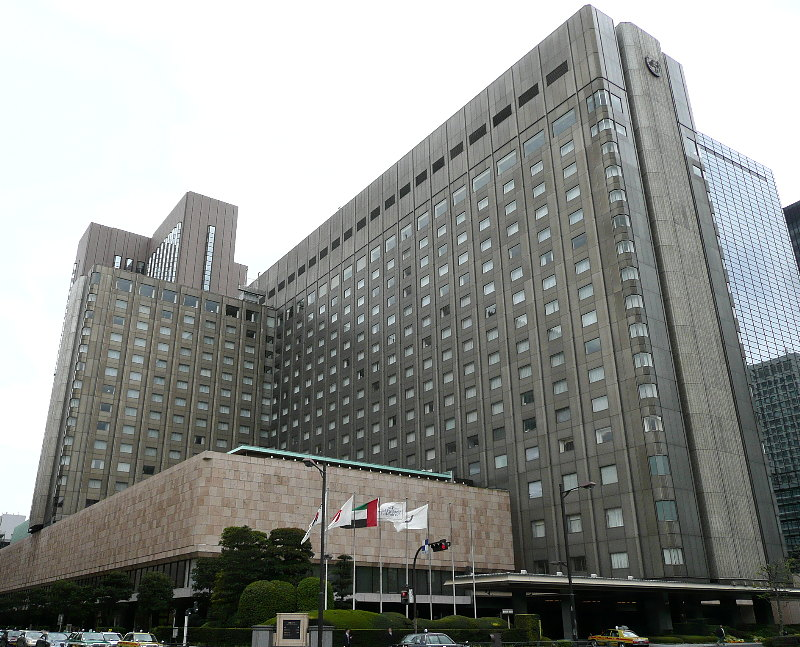
일본 제국호텔. 그가 1919년 말 여운형을 따라 일본을 방문했을 때 숙박하던 곳이다.

여운형. 전남 하의도에 감금된 장덕수의 탈출을 도왔다.

1919년 2월 비밀리에 귀국하려 했으나, 귀국 직후 조선총독부 경찰에 체포되어 전라남도 하의도에 거주제한을 당했다. 오사카에서 살인을 하고 조선으로 도주한 기무라 겐지를 찾기 위해 조선에 잠입해서 수사중이던 일본 경찰에게 우연히 체포되어 경무총감부로 압송되었다. 그러나 그는 진술을 거부하고 버텼다.
3.1 운동 후 잡혀가서 경찰서에서 주모자를 대라고 가죽으로 귀바퀴를 무수히 얻어맞고서도 발설하지 않았고, 손가락 사이에 꼬챙이를 넣어서 주리를 틀어도 불지를 않았다고 한다. 그는 자신을 재판하던 일본인 법관에게 자신이 무죄임을 유창한 일본어로 설명하였다.
조선 사람이 조선의 독립을 원한다는 것이 무슨 죄가 되는가? 그런 의사를 청원서(請願書)에 담아서 신한청년당 대표 한사람을 파리로 보낸 것도 사실이다. 그런데 상해는 일본법률 권외에 있는 국제도시요 외국 땅이다. 이곳에서 조선 사람들이 민족의 앞날을 걱정하고, 함께 토론하고, 어떤 문서를 만들어서 또 다른 제국으로 보냈다 한들 일본의 법률조문 어디에 저촉된단 말인가? 그리고 내가 동경과 서울에 들어온 것은 이곳 사태를 정확히 파악하여 신문사 통신원 같은 역할을 수행하기 위해서였다. 이것 역시 일본 법률 어느 조문에 위배된단 말인가?

서대문형무소 수감 시 형사들의 주장을 모두 논파하였다. 그의 발언에 아무도 이의를 제기하지 못했고 그는 유배형으로 낙착된다.
하의도에 있을 당시 장덕수는 지역의 명사들과 교류하였는데 그 중에는 김대중의 아버지 김운식도 있었다. 하의도에 거주제한을 당한 그는 지역의 명사들과 정치, 사회에 대한 담론과 토론으로 소일하였다. 그 뒤 1919년 11월 일본으로부터 초청을 받은 임시정부 외무부차장 여운형이 장덕수를 석방하지 않으면 가지 않겠다고 하여 그의 도움으로 하의도를 탈출하였다.

#### 동아일보 창간 및 독립운동

오랜 친구 인촌 김성수(1914년 무렵)

탈출 이후 상하이로 갔다가 여운형을 수행하여 일본에 다녀왔다. 이때 조선총독부는 장덕수의 하의도 탈주 보고를 접하고도 그를 체포할 수 없었다. 이는 일본의 초청을 받았던 임정의 외무부 차장 여운형이 장덕수의 석방 없이는 일본에 가지 않겠다고 거절했기 때문이었다. 일본에서는 도쿄의 제국호텔에 투숙하며 여운형의 통역을 보조하였다.
1919년 11월 비밀리에 국내에 들어왔다. 신익희는 중국으로 떠나기 전에 비밀리에 국내에 들어온 그를 만났다. 당시 장덕수는 배를 타고 국내에 잠입하여 부산의 백산상회로 안희제(安熙濟)를 찾아갔다. 안희제는 1914년 백산상회를 설립하여 독립운동가들에 대한 지원과 거점 역할을 수행하고 있었다. 장덕수는 안희제에게 상하이의 형편을 알리고 2천원(혹은 3천원)을 받아서 다시 상하이로 돌아갔다. 여운형은 상하이로 귀환하기 전 장덕수와 헤어지면서 보다 나은 환경에서 독립운동을 하기도 다짐한다. 그러나 이때의 이별은 여운형과의 영원한 이별이 되고 말았다.

장덕수는 상하이로 돌아가기 전에 서울에 도착, 일시 머물렀는데, 이때 진고개의 일본 여관에 일본인을 가장하고 묵고 있으면서 신익희에게 연락을 취하였다. 그리하여 두 사람은 수차례 비밀리에 만나 3.1운동의 방략을 상의하였다 한다.

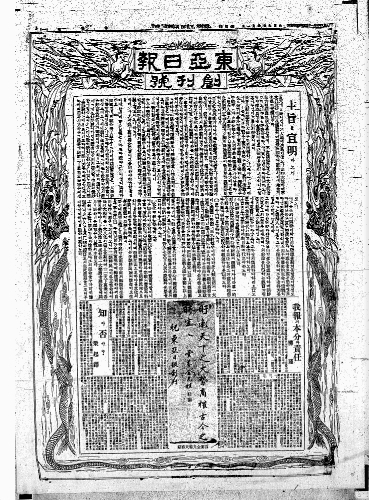
동아일보 창간호

1920년 4월 1일 김성수, 송진우 등과 함께 동아일보의 창간에 참여하였으며, 이후 동아일보의 제1대 주필에 취임하였다.
1920년 6월 조선교육회 결성에 참여하여 평의원을 지냈다. 이어 가을 경성부에서 사회혁명당 참여, 12월 조선청년연합회 창립 대회에서 집행위원으로 선정되었다.
1921년 1월 서울청년회 결성에 참가하여 이사가 되었다. 그 해 4월 조선노동공제회(朝鮮勞動共濟會)의 창립에 참여하고, 노동공제회 의사(議事)에 선출되었다. 한편 그는 조선청년연합회와 서울청년연합회의 지도자로 추대된다.
1921년 4월 조선교육조사위원회 개선안 편립위원을 맡았으며, 5월 상하이에서 개최된 고려공산당 창립 대회에서 중앙위원 및 내지(국내) 간부로 선정되었다. 그러나 그 해 가을 무렵 '사기공산당 사건'에 연루되어 다른 공산주의 그룹으로부터 비판을 받았다.
1922년 3월 세계협회조직에 참여했다.
1922년 11월에는 안재홍, 조만식 등과 조선민립대학기성회 준비위원으로 참여해 각종 실력양성운동에 힘썼다.

#### 국제공산당 자금사건과 도미 유학

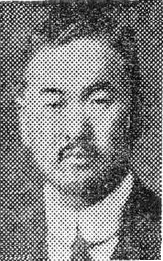
1920년대의 장덕수

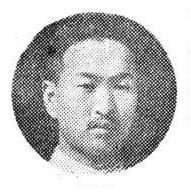
설산 장덕수

1921년 5월에 상해에서 고려공산당 대회를 열고 국내 대표를 초청했는데, (한국인 공산주의자들은) 이때 참석한 이봉수(李鳳洙)를 통해 국내에 자금을 보냈다. 그러나 이 자금은 공산주의자들에게 전달되지 않고, 그가 유용했다는 의혹을 받게 된다.
김성숙은 다음과 같이 회고하였다. '그(김사국)는 1921년 가을부터 이른바 사기 공산당 사건이 일어나자 서울청년회와 조선청년연합회의 지도자 장덕수를 맹공해 1922년 4월에 장덕수를 내모는 데 성공한다.'
김사국은 그 자금이 공산주의자들에게 전달되지 않고 장덕수와 최팔용(崔八鏞) 및 오상근(吳祥根) 등 이른바 문화운동자들에게 전달된 것 같다고 주장했다. 이것이 '공산주의 선전비의 남비(濫費) 사건'으로 알려졌고, 마침내 김사국과 김한(金翰)의 공격을 불러 일으켰다. 김사국과 김한의 비난 내용은 장덕수 등이 거액의 돈을 착복하여 개인적으로 남용했다는 것이었다.
결국 장덕수는 1922년 4월 조선청년회연합회 제3차 정기 총회에서 사건 관련자들의 제명안이 통과됨에 따라 서울청년회와 조선청년연합회에서 제명되었다.
장덕수를 비난한 김사국은 곧 사망했지만 장덕수에 대한 공금 착복 의혹과 비난은 계속되었다. 그리고 김사국이 죽은지 37년 뒤에야 결백이 증명되었다. 이 사건에 관해 뒷날 제3차 조선공산당 책임비서가 된 김철수는 장덕수의 결백을 증언했다. 김철수가 1980년 5월 16일에 밝힌 내용에 따르면, 그 돈은 장덕수가 아니라 최팔용에게 전달됐다. 그러나 어쨌든 이 사건으로 장덕수는 그 명성이 하루 아침에 사라졌고, 좌절감에 빠졌다.
1923년 4월에 도미 유학길에 올랐다. 미국으로 출국하기 직전 도쿄를 경유한 장덕수는 지요다구 간다에서 박열 등 무정부주의자들에게 붙잡혀 구타를 당했다(장덕수 구타 사건). 이 사건을 계기로 그는 사회주의자 및 사회주의 단체와 선을 긋게 된다. 그러나 후일 대한혁명단에서는 그의 이러한 경력을 들어 그를 공산주의자라고 비난한다.

#### 영국, 미국 유학 시절(1923~1936)
1923년 4월 동아일보사 부사장 겸 주필로서 미국으로 유학을 떠나 이후 13년간 미국에서 체류했다. 1923년 미국 오리건 주립대학 신문학과에 입학해 수학하였고, 1924년 오리건 주립대학에서 신문학 학사 학위를 받았다. 그 뒤 뉴욕으로 건너가 1924년 10월부터 1936년까지 미국 컬럼비아 대학교 대학원 정치학과에서 수학하였다.
동아일보사에서 보내주는 특별 월급 외에도 그는 사탕수수 농장에 취직하여 노동과, 식당, 상점 등에서 아르바이트를 하며 학비를 조달하였다.

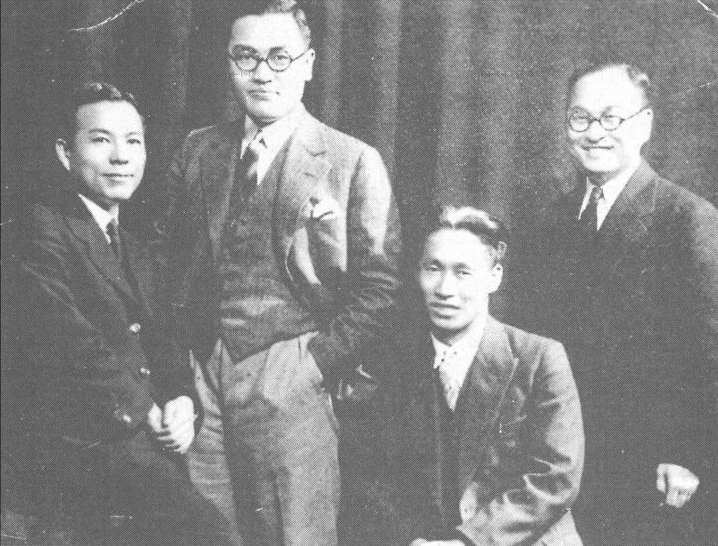
1936년 영국 런던에서
(좌측 김성수, 두 번째 이활, 우측 첫 번째 장덕수, 두 번째 신성모)

유학 직후 그는 허정, 이기붕 등과 한국인 유학생 친목단체에 조직에 참여, 북미한국인유학생총회의 부회장에 선출된다. 유학생활 하는동안 그는 허정, 이기붕, 조병옥 등을 만나 사귀었고, 이승만, 안창호, 김규식, 서재필 등과도 만났다. 1925년 이승만등이 조직한 대한인동지회에 가입해 활동했다.
32세의 장덕수가 미국 유랑시절, 당시 25세이며 훗날 초대 이화여대 총장이 된 김활란에게 구혼하였으나 거절당하였다.
1928년 2월 허정, 이기붕 등과 함께 삼일신보사 발기인으로 창간했고, 창간 이후 삼일신보사 주필 등으로 활동했다.

1936년 박사 과정 재학 중

대학원 재학시절 1929년 영국 런던으로 건너간다. 런던에서는 윤보선, 윤치왕 등을 다시 만나게 된다.
1929년 6월부터 그는 영국 런던의 런던 대학교 대학원 사회학과에서 수학하며 동시에 연구를 하였고, 1932년까지 영국 런던에서 체류하였다.
1930년 세계일주차 런던을 방문한 김성수와 재회하였다.
1932년 잠시 조선에 들렀는데, 이때 만난 윤보선의 아버지 윤치소, 윤치호 등을 찾아 인사드리던 중 우연히 윤보선의 졸업 사실을 발설하였다.
1932년 영국 런던 대학교 대학원에서 사회과학석사 학위를 받고 다시 미국으로 건너가 오리건 주립대학교 대학원 신문학과에서 언론학 석사 학위를 취득한다.
1934년 4월 15일 대한민국 임시 정부 재무부 주미 제5행서 재무위원에 선임되었다. 그러나 임시 정부 재정 문제로 9월 15일 사임하였다.
미국에서 1936년 5월 <영국의 산업평화>라는 제목으로 논문을 완성하여 컬럼비아 대학교 정치학 박사학위를 받았다.

### 일제시대 후반

#### 일장기 말소 사건과 동아일보 정간사태(1936~1937)

1936년 8월 25일자 동아일보에 실린 '일장기 말소 사건'

1930년대 후반의 박은혜

1936년 8월 9일 베를린 마라톤에서 손기정이 아르헨티나의 사발라(Zabala) 선수를 꺾고 우승하였다. 8월 25일 동아일보의 기자 이길용이 베를린 마라톤 대회에서 우승한 손기정의 운동복에 달린 일장기를 삭제한 채 보도했다. 이를 일장기 말소 사건이라 한다. 이 사건으로 인해 동아일보는 1936년 8월 29일자부터 무기정간처분을 당하였다.
1936년 9월 25일 이길용은 동아일보에서 해직당했다. 사장 송진우, 주필 김준연, 편집국장 설의식(薛義植)은 일장기 말소 사건에 대한 책임을 지고 사퇴했다. 동아일보 부사장 장덕수도 정간 중이던 1936년에 귀국하여 사퇴하였다.
장덕수는 1930년대 내내 송진우와 함께 조선총독부 경무국과 공보국을 방문하여 동아일보는 조선인의 여론을 대변하는 몇안되는 언론이며 조선인의 입임을 지적하여 폐간 조치만은 막아달라며 설득과 로비 등을 벌였다. 동아일보는 약 9개월간의 장기정간 후 1937년 6월 3일자로 속간되었다.
1936년 12월 보성전문학교(고려대학교의 전신)의 교수로 재직하였다.
박은혜와 교제하다가 청혼, 1937년 10월 그녀와 재혼하였다.

#### 흥업구락부 사건(1938)
흥업구락부는 1925년 3월 23일 서울에서 조직된 기독교 및 기호파(畿湖派) 계열의 항일비밀결사로, 이승만이 이끄는 대한인동지회의 국내지부 역할을 하였다. 신흥우·이상재·구자옥·유억겸·이갑성·박동완·안재홍 등의 인물들과 종교인·변호사·교육자·의사·실업인들로 구성되었다.
1937년 7월 7일 중일 전쟁 발발 후 일본 제국은 강압적인 사회 체제를 조성하면서 한국 독립운동가들을 대대적으로 탄압하였다.
1938년 2월 조선총독부 서대문경찰서는 흥업구락부 관계자들을 체포하기 시작했다.
1938년 3월 10일 흥업구락부 관련자 구자옥 외 52명이 경성서대문경찰서에 체포되었다.
조선총독부 서대문경찰서에 감금된 윤치영의 진술로 1938년 5월 18일자 서대문경찰서장의 보고에 의하면 '장덕수는 흥업구락부의 동지회원의 한사람'으로 보고되었다.
경성서대문경찰서는 1938년 5월 19일부터 4개월간 대대적인 검거 작업을 하였다.
1938년 9월 4일 동아일보 보도에 따르면 신흥우 등 54명은 '치안유지법 위반'으로 경성지방법원검사국에 송치되었었는데, 강제로 '전향성명서'를 발표함으로써 기소유예로 감경되었다. 흥업구락부도 강제 해산되었다. 이를 흥업구락부 사건(興業俱樂部事件)이라 한다.
장덕수는 흥업구락부 사건에 연루되어 체포되었다가 기소유예 처분을 받고 풀려났다. 이와 동시에 장덕수는 독립운동을 후회한다는 내용의 사직서를 보성전문학교에 제출하고 사직했다. "조선민족혁명을 목적으로 한 동지회에 가입해 활동한 것이 교육자로서 무지했으므로 이에 대해 책임지고 사직한다."

#### 친일반민족행위(1937~1945)
장덕수는 1937년 중일 전쟁이 발발하기 전까지만 해도 합법적인 공간하에서 독립운동 활동과 사회운동에 왕성한 활동을 하였으나, 1936년 일장기 말소 사건에 따른 동아일보 정간 처분과 1938년 흥업구락부 사건을 계기로 친일반민족행위자로 변절, 이후 일제가 사상전향 공작을 위해 조직한 친일단체인 시국대응전선사상보국연맹, 국민총력조선연맹, 대화숙(야마토주쿠) 등 어용 단체에 참여해 그 단체에서 주관하는 시국 강연에 적극 나서는가 하면 내선일체를 찬양하는 수 없이 많은 글을 기고하거나 발표하는 등 적극적으로 민족을 배반하였다.
1937년 9월 조선총독부 학무국 주최 제2차 시국순회 강연회 활동을 시작으로, 10월에는 국민정신총동원조선연맹 비상시생활개선위원회 제1부(의식주부) 위원에 선임되었고, 11월에 연맹 주초로 진행된 '시국재인식,생활쇄신'을 위한 순회강연'에서 평안남도 지역 연사로 순회강연을 펼쳤다.

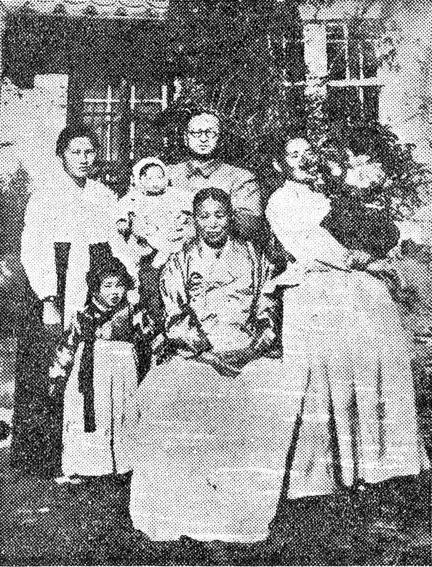
장덕수 일가, 가운데는 어머니 김현묘, 좌측은 장녀 장숙원, 뒷줄 좌측은 부인 박은혜, 2녀 장혜원, 장덕수, 여동생 장덕희, 장덕희의 차녀

1939년 1월 내선일체를 적극 지지하는 성향의 잡지사인 동양지광사가 창립될 때 이사를 맡았으며, 2월에는 동양지광 창간기념으로 마련한 행사인 '강연과 영화의 밤'에서 '전시체제하의 산업보국'이란 연제로 강연했다. 7월에는 사상 전향자들을 중심으로 일본정신 파악, 내선일체 강화, 사상 정화, 품성 연마 등을 목표로 결성된 시국대응전선사상보국연맹의 경성지부 제4분회장을 맡았다. 이후 시국대응전선사상보국연맹 상임간사로 쭉 활동하면서 기관지 《사상보국(思想報國)》의 발간을 주도하였다. 또한 1939년 일제 전시체제하에서 관변 통제단체인 국민정신총동원조선연맹의 참사 등을 맡았다.
1940년 보성전문학교 교수로 복귀했다.
1940년 5월 시국대응전선사상보국연맹 '내지순례단'의 일원으로 일본 각지의 '성지' 순례 및 총후 각오를 다지는 참선 등을 하고 귀국했다. 8월에는 동아일보 취체역을 그만 두고 감사역에 취침해 1942년 8월까지 재임했다.
1940년 10월 국민정신총동원조선연맹을 확대 개편한 국민총력조선연맹의 참사 겸 후생위원회 위원을 맡았고, 12월에는 시국대응전선사상보국연맹을 해소하고 사상전향 공작을 더욱 적극적으로 전개하기 위해 조직된 대화숙(야마도쥬쿠)에 참여했다. 이후 1945년 8월 일제가 패망할때까지 대화숙이 주최한 군가와 강연의 밤 행사등에 여러 차례 시국 강연을 나섰다.
1941년 일제 침략전쟁의 협력단체인 조선임전보국단의 발기인과 이사로 활동하였으며, 1945년 7월 해방 직전에 결성된 국민의용대 조선총사령부 지도위원으로 선임되어 활동하였다.
1944년 11월 5일 밤에 부민관 대강당에서 학병제도 실시 사기앙양대회가 열렸으니 이날 밤 열변을 토한 자는 가나가와(金川聖-李聖根-前平壤高等科長-忠南知事-每日新報社長) 장덕수(普專敎授) 김윤정(日本婦人會幹部) 등이었는데 이 중에서 가장 열열한 연설을 한 장덕수는 '이 전쟁은 반드시 이긴다. 제군은 필승의 신념을 가지고 황국의 역사를 쌓아 올리는데 피를 흘려라. 그리고 내지(일본)학도와 어깨를 겨루고 같이 죽으라'고 학도들에게 죽음을 강요하였다.
이 밖에도 신문, 잡지 등에 일제의 침략전쟁을 지지·지원하는 내용의 논설문과 학도병 권유문 등을 많이 기고했고, 여러 차례 강연하였다.

#### 광복 직전(1942~1945)

친구 김성수와 함께

이후 그는 보성전문학교의 철학, 사회과학 교수로 활동했다.
한편 그의 형 장덕준이 독립운동가이자 일제의 만행을 취재하러 만주로 가다가 암살됐고, 동생 장덕진 역시 독립운동을 하다가 희생되었으므로 요시찰인물로 간주되어 총독부 경무국은 그의 행적을 일일이 감시하였다.
1942년부터 그는 미국의 라디오 방송인 미국의 소리 방송을 비밀리에 청취했다. 이는 미국의 소리 방송에 이승만이 출연, 한국의 독립을 요청하는 방송을 하였고, 그는 송진우, 장택상, 안재홍, 여운형, 김성수, 장택상 등과 같이 이를 비밀리에 청취했다.
총독부 기관지 《경성일보》는 허위보도로서 각 학교의 지원자가 속출한 듯이 전하였고, 각계 지도층 인사들의 이름을 도용하여 학병 지원 권유의 담화문이라는 것을 연일수록 보도하였다. 그러나 보성전문학교와 연희전문학교의 학도병 징집 실적이 좋지 않자, 총독부는 각 학교의 교수들을 소집하여 훈시를 한다. 장덕수는 소극적으로 협력하는 척 하면서 칼럼 기고 압력을 기피하는 등의 수동적인 저항을 하였다.

1943년 11월 22일자 매일신보.

1943년 겨울 총독부의 오오노 학무국장과 단게 경무국장이 보성전문 전임교수 전원을 당시 부민관에서 열린 만찬회에 초대하고 학병 강요를 하고자 출석을 지시했었다. 이 자리에는 당시 친일로 유명한 한국인 기업인 한상룡, 조병상도 참석했다.
회의 전에 음식과 술이 나왔지만 식사가 맛있을 리 만무하여 형식적 식사가 되었다. 그런데 장덕수는 평소에 안하던 술을 동석했던 상과 과장 이상훈에게도 권하고, 스스로 마시더니 자작자음하여 안색이 홍당무가 되었다. 회의가 한참 진행 중일 때 설산은 숙이고 있던 고개를 일으키며 우선 친일분자들을 꾸짖으며, 너희들이 그렇게 충성스러우면 왜 (학생들보다 먼저) 솔선수범하여 지원하지 않느냐고 하고, 다음에는 양 국장(학무국, 경무국장)을 질타하였다.
너희들이 나쁜 놈들이다. 관등 하나쯤 승진하려고 그런 무리한 짓을 하고 있는데 조선 청년들이 무엇이 답답해서 일본을 위해 목숨을 던지려 나가겠는가? 너희들이 그렇게 애국심에 불탄다면 연령이야 많고 적고 간에 너희들이 솔선해서 출정 해야 할 것이 아닌가?
지원이면 지원에 맡기는 것이지 왜 강요를 하는가? 만주국(滿洲國)의 생성, 대동아공영권(大東亞共榮權)의 형성 등등은 모두일본의 속임수에서 나온 것이고, 표방하는 아시아 제 민족의 공영(共榮)을 위하는 것이 아니다. 천황은 실은 인자한지 아닌지는 모르겠는데, 너희놈들이 잘못 보좌해서 욕을 보이는 것이다. 내가 일본의 집권자라면 이런 모든 협잡은 안시키겠으며, 만주국, 남양, 기타 대동아 각지 각민족에 대해서 정말로 공영할 정책을 취하겠다.

설산은 약 40분 간이나 열변을 토했다. 그의 발언에 회의장에 참석했던 동료 교수들은 사색이 되었다.
그의 말이 계속되는 동안 그들은 그 위압에 눌리어 고개를 들지 못하고 있었다. 그러고나니 서슬이 퍼렇던 경무국장은 쥐구멍에라도 숨어야 할 처지라 몸둘 곳을 모르다가 궁여지책으로 '서울역에 손님을 맞이하러 나가겠다'고 용서를 빌면서 장화를 부지런히 찾아 신고 나갔다. 학무국장은 초청자인 입장이므로 도망칠 수가 없었던지 그대로 앉아서 ;장덕수 교수의 말씀은 지당한 말씀;이라고 때때로 장단을 맞춰 주었다. 혹은 자기도 그렇게 생각하고 있었다고 아첨조로 응대를 하여 끊일 줄 모르게 이야기가 계속되었다.
다음날 새벽 두 시에 산회하였는데, 보성전문 교수들은 제각기 집으로 돌아가면서 불안하고 착잡한 생각에 잠겼다. 설산의 발언이 너무나 당돌하고 강경하였으므로 그의 신상에 무슨 일이 생기지 않을까 하는 걱정들이 앞섰다.
동료들의 걱정으로는 (경무국장이라는 자가 먼저 나간 것은 실은 설산을 연행해 가기 위한 준비공작일는지 모른다.....), (내일 아침 설산을 잡으러 왜놈 형사가 학교에 쳐들어 올 것이 분명하다.)
인촌을 가운데로 하여 설산과 이상훈이 광화문을 지나 북쪽으로 함께 걸어 올라갔다.
인촌이 그에게 속시원하긴 해도 지나치지 않았느냐 며 책망하였다. 그러나 장덕수는 제놈들이 일구이언은 못할 것이 아니냐 며 받았다.

- 김성수 : 속시원하긴 해도 지나치지 않았어?
- 장덕수 : 괜찮니다. 제놈들이 일구이언은 못할 것이 아니겠소?
- 김성수 : 설산이 오늘 따라 술을 많이 마시기에 무엇인가 벌어질 것으로는 짐작되었지만 그 경무국자이란 놈 꽁무니 빼는 것이 가관이긴 하더군.
- 장덕수 : 저희들 입으로 (책임은 묻지 않을테니) 무슨 말이든 해보라고 했으니까 그게 후회됐겠죠. 아무튼 이런 자리에서 우리쪽 생각을 분명히 말해 두지 않으면 나중에 우리를 점점 더 얕잡아 볼 겁니다. 학생들이 강제로 끌려가건 강요에 따라 지원형식을 취하건 간에 왜놈들 생각과 같은 생각에서 출정하는 것은 아니라는 점을 못박아 줘야 합니다.
- 김성수 : 바로 그것이 중요한 점인데... 아뭏튼 설산의 그 아슬아슬한 발언에 모두들 식은 땀을 흘렸을 거요
- 장덕수 : 날씨도 추운데 땀을 흘렸다면 잘됐구먼요.

설산은 크게 웃었으나 인촌과 이상훈은 일말의 불안감을 떨쳐 버릴 수 없었다.
그의 친지들은 그를 염려하였다. 그 다음날 아침에 등교한 직원들은 벌써 등교한 장덕수를 만났다. 그러나 속이 좁은 일본인들이라 결국 보복의 검거가 있을 것을 염려하였다. 하지만 좌담회를 시작할 때 약속한 고노 바쇼 가기리란 말, 즉 아무 이야기도 이 자리에 한하며 추후에 따지지 않겠다고 한 언약을 그들은 지켰다. 설산은 해방되기까지 잡혀가지도 않았고 그 발언으로 박해를 당하지도 않았다.
1945년 초 조선총독부에서 요시찰로 분류된 인사를 살해할 계획을 세우자, 그는 비밀리에 지하로 은신하였다.

### 광복 이후
해방 이후 장덕수는 1945년 9월 6일 한국민주당 계획부장, 1945년 9월 22일 한국민주당 외무부부장, 1945년 12월 23일 애국금헌성회 중앙위원, 1946년 1월 24일 비상국민회의주비회 준비위원, 1946년 5월 1일 한국민주당 외교조사, 1946년 6월 21일 미국·필리핀 독립기념 축하준비회 외교부장, 1946년 7월 3일 한국여론협회 정치위원장, 1946년 10월 19일 한국민주당 정치국장(정치부장) 1947년 10월 14일 한국민주당 정치부장(연임) 등을 역임하였다.

#### 한국민주당 창당, 언론 활동(1945)

만년의 장덕수

1945년 8월 여운형, 안재홍 등이 사람을 보내 건국준비위원회에 참여해줄 것을 요청했으나 장덕수는 거절했다. 8월 15일 허정과 장덕수는 정당 결성의 필요성을 두고 상의하였다. 8월 16일 허정은 보성전문학교 교사 장덕수를 찾아가 정당 창당을 합의하였다. 허정에 의하면 '내가 해방 다음날 보성전문학교로 설산을 찾아가 정당 창당에 합의한 다음, 꼭 한달 만에 보람있는 결실이 맺어졌다.'고 하였다. 허정은 정당 창당이 나라를 위하는 가장 올바른 길 이라고 판단하였다.
1945년 9월 6일 장덕수는 한국민주당 계획부장으로서 한국민주당 창당에 기여하였다. 한민당 창당 발기문 성명서 작성에 장덕수가 초안을 했는데, 그는 여기서 건국준비위원회와 조선인민공화국을 맹렬히 비난하는 논조의 글을 작성했다. 또한 교육, 언론 활동도 준비하여 동아일보의 복간을 주관하였고, 한국민주당의 이론과 강령을 만드는데 밤새워가며 노력하였다.
1945년 9월 16일 천도교 강당에서 당원 1600명이 참석한 가운데 한국민주당이 정식 출범하였다.
1945년 9월 22일 장덕수는 한국민주당 외무부부장에 임명되었다.
1945년 12월 2일 윤치호의 부음을 듣고 경기도 개성의 장례식장에 참석하였다.

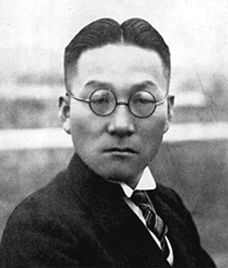
고하 송진우

1945년 12월 30일 오전 6시 10분경 종로구 원서동 자택에서 송진우 피살 사건이 발생되었다. 범인들이 쏜 탄환 13발 중 6발이 명중했다. 한국민주당은 일단 원세훈을 위원장에 추대하였다. 이 사건이 전해지자 미군정은 송진우 암살의 배후로 김구를 의심하고 1946년 1월 1일 김구를 미군정청으로 소환하여 경고를 주었다. 사건 전날의 정황상 한국민주당 측도 김구를 배후로 의심하였고, 그래서 사건의 진실과 무관하게 임시 정부 측과 민주당 측은 갈등 관계에 놓이게 되었다. 1946년 1월 7일 오후 4시 한국민주당은 김성수를 수석총무 겸 중앙집행위원회 총무로 선출하였다. 김성수는 한국민주당의 지도체제를 단일지도체제로 바꾸었다. 4월 9일 경기도경찰부는 송진우 암살범 한현우, 유근배, 김의현을 체포하였다. 이날 경찰은 한현우가 국민대회준비위원회에서 송진우를 돕고 있던 자인데 그의 지휘하에 유근배, 김의현이 권총을 발사하여 송진우를 암살한 것이라고 발표하였다.

#### 제1차 미소공위 당시 단정론 주장(1946)

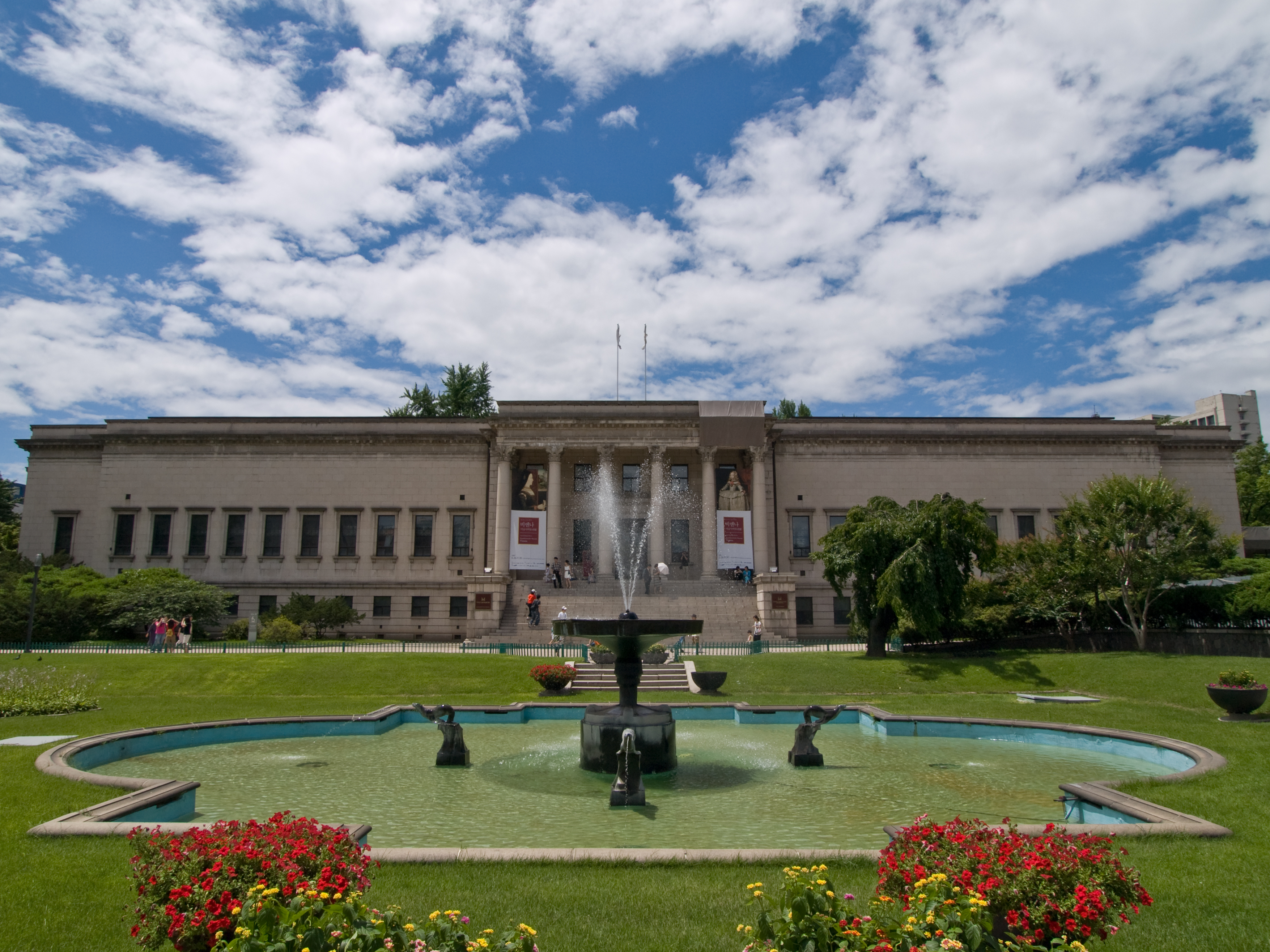
덕수궁 석조전. 이곳에서 미소공위가 개최되어 좌우합작위원회 회담이 열리곤 했었다.

1946년 1월 한반도의 총선거를 협의하기 위한 미국, 소련 간의 미소공위가 예정되자 미소공위를 반대하는 김성수 와는 달리 미소공위에 대한 찬성입장을 보였다. 1월 제1차 미소공위가 결정되자 장덕수는 이승만과 김구를 찾아가 미소공위에 참가해줄 것을 설득했으나, 이승만, 김구 모두에게 거절당하였다. 미소공위 문제로 장덕수는 이승만과의 관계, 김구와의 관계가 모두 악화되었다. 이를 염려한 김성수는 그에게 각별히 조심할 것을 권고한다. 그러나 그는 진인사대천명이라며 올바른 목적을 가진 이상 자신을 함부로 해할 수는 없다며 이를 일축한다.
1946년 3월 20일 제1차 미소공동위원회가 개최되었다.
1946년 5월 1일 한국민주당 외교조사에 선출되었다.
1946년 6월 15일 오후 5시 40분 서울역에 마중나가 서울역에 도착한 삼의사 유골을 영접하였다. 이어 태고사(太古寺)에 마련된 빈소에 참석하였다.
1946년 8월 24일 황해회(黃海會) 위원장 장덕수는 공산혁명, 조선공산당, 김일성, 공산주의 등을 비난하면서 이승만, 김구, 김규식을 중심으로 한 단독 정부 수립을 촉구하는 결의문을 발표하였다.
우파정당 통합에서 한국민주당은 빠졌는데 우익정당 통합의 일환으로 한국독립당과 한국민주당의 통합 시도에 김성수는 찬성하였으나 장덕수는 반대하였다. 통합하는 것은 당을 통째로 임시정부에 갖다 바치는 일이라며 반대하였다.

#### 제2차 미소공위 당시 '찬성 후 반대' 및 단정론 주장(1947)

김구

1947년 5월 21일 제2차 미소공동위원회가 개최되었다.
미소공위 참가여부 문제를 놓고 우익진영이 분열되었다. 5월 30일 이승만은 미소공위 참가여부 문제로 방문한 민주당 장덕수에게 참가보류를 강경히 주장하였다. 6월 4일 반탁진영 대표자대회가 열렸는데 참가 불참 여론이 반반으로 갈렸다. 이때 미소공위 참가를 주장한 단체와 대표는 한국민주당 장덕수, 大韓勞總 전진한, 靑年總同盟 유진산, 全靑 이성수(李成株), 全女總盟 황애덕(黃愛德), 獨促婦人會 박승호(朴承浩), 天道敎輔國黨 이진해(李鎭海), 己未獨立 류홍, 儒道會 이재억(李載億), 黃海會 함석훈(咸錫勳)이었다. 6월 10일 한민당은 미소공위 참가를 선언하며 우익진영의 미소공위 참가를 종용하였다. 이에 이승만은 "공위 참가할 사람은 5호 성명에 서명(찬탁)하기로 되었는 즉 회의에 참가해서 신탁을 반대할 수 있다는 말은 우리로서는 해석키 곤란하다. (중략) (5호 성명에)서명해서 (신탁통치를)지지하기로 속이고 들어가서 반대하겠다는 것은 자기의 신의를 무시하는 자이니... (후략)"라며 한민당을 비판하였다. 6월 13일 한민당은 미소공위에 대한 우익의 참가를 종용하였다. 6월 20일 한민당은 우익진영의 미소공위 참가를 종용하기 위해 임시 정부의 권위를 앞세운 임정수립대책협의회를 구성하였다. 그러나 정작 한국독립당 등 임시 정부 측은 임정수립대책협의회에 참여하지 않았다. 6월 22일 한국독립당은 미소공위 참가여부 문제로 3당으로 분립하였다. 한국독립당이 미소공위에 불참한다고 하자, 이에 반발한 박용희·안재홍 등 혁신파는 신한국민당을, 권태석 등 민주파는 민주한독당을 각각 결성하여 미소공위에 참가하기로 하였다. 이렇게 우익진영은 미소공위 참가여부 문제로 한민당 중심, 이승만·김구 중심, 유림 중심의 3파로 분립하였다.
장덕수는 미소공동위원회에 적극 참가해야 함을 역설하고 다녔다. 조병옥은 '미소공동위 참가문제 때문에 그가 주동적인 역할을 하고 정치적 촉망이 많았다'고 평하였다. 조병옥은 '한때 항간에 와전되어 오해를 산 바 있는 소위 (장덕수의) 군정연장설은 순전히 근거없는 낭설이며, 좌익과 중간파 또는 나의 정적들의 모략에서 지나지 않았던 것을, 나는 지금도 자신 있게 증명할 수 있다'고 하였다. 장덕수는 미소공동위원회가 신탁통치를 추진시킨다고 이를 반대하는 이승만이나 김구와는 달리 미소공위에 참석하여 한국인의 견해를 당당히 표명하기 위해서는 미소공동위원회와 협의해야 하다고 주장했다. 한국의 독립에 미국, 소련 등의 강대국의 입김이 배제될 수는 없으며, 이들 강대국을 실력으로 밀어내기는 역부족이라는 것이 그의 견해였다. 그러나 설득은 실패했고, 그는 이 일로 김구와 격렬한 논쟁을 벌이기도 했다.
1947년 8월 12일 제2차 미소공동위원회가 양진영의 반목으로 완전 결렬되어, 한국에 독립적·민주적 통합정부를 수립한다는 목적이 무산되고 말았다.
1947년 9월 김성수와 함께 미국 특사 웨드마이어를 찾아 남한 단독 정부 수립의 불가피함을 주장하였다.
1947년 10월 14일 장덕수는 한국민주당 정치부장에 연임되었다.

### 피살

#### 장덕수 피살 사건(1947)
1947년 12월 2일 저녁 6시 50분경 장덕수가 자택인 청설장(聽雪莊)을 방문한 박광옥, 배희범(裵熙範)의 총격을 받고 병원으로 입송되었으나 과다출혈로 사망하였다.
1947년 12월 4일 미군정 경찰은 박광옥, 배희범을 체포하였다.
1947년 12월 23일 국민의회는 장덕수 피살 사건과 관련하여 애국자들이 검거되고 있는 것에 대해 유감을 표시하였다.
1948년 1월 16일 수도청장 장택상은 장덕수 살해 혐의로 한독당 중앙위원 김석황을 체포하였다.
박광옥은 종로경찰서의 경사로 근무하는 경찰관이었다. 배희범은 연대상과 2년생으로 초등학교 교사였다. 김석황은 한독당 중앙위원이자 국민의회 정무위원 겸 동원부장이자 대한보국의용단(대한독립의용단) 단장이자 임시 정부에 관여한 인물이었다. 또한 이들은 모두 한국독립당 소속이었다.
1948년 1월 21일 한국민주당은 임정수립대책협의회를 한국독립정부수립대책협의회로 개칭, 사실상 임시 정부 측과의 결별을 선언하였다.
1948년 2월 26일 군정장관 윌리엄 F. 딘은 김석황, 조상항(趙尙恒), 신일준(辛一俊), 손정수(孫禎洙), 김중목(金重穆), 최중하(崔重夏), 박광옥, 배희범, 조엽(趙燁), 박정덕(朴鼎悳)이 장덕수 피살 사건의 범인이라고 발표하였다.
1948년 3월 2일 장덕수 피살 사건 제1회 공개재판에서 미군 검찰은 권총·사진 등과 함께 김구가 관련되어 있다는 내용의 '피고인 진술서'를 증거로 제출 하였다. 김구가 장덕수 암살사건의 배후 혐의로 미군정의 재판을 받게 되자, 건국실천원양성소 소원 50여 명은 혈서를 써서 군정청에 항의하였다.

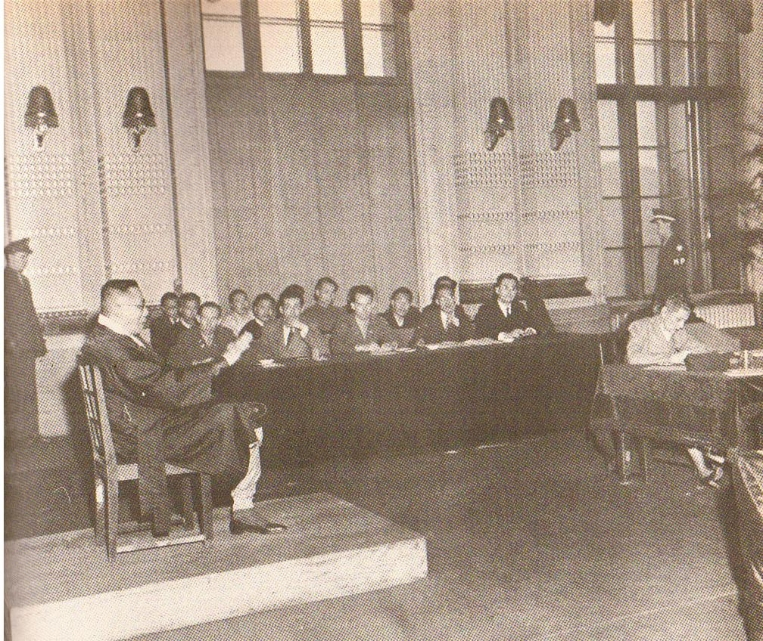
1948년 3월 미군 군사법정에서 증인 신문을 받고 있는 김구

1948년 3월 8일 미국 군율재판 위원회는 북미합중국대통령 트루만의 명의로 1948년 3월 12일 오전 9시에 출정하라는 소환장을 김구에게 발부 하였다. 같은 날인 3월 8일 이승만은 김구의 장덕수 피살 사건 관련설을 믿을 수 없다고 일축하였다. "김주석 부하에 몇 사람의 무지망동한 범죄로 김주석에게 누가 미치게 한 것은 참으로 통탄할 일이다."
1948년 3월 12일 미군 군사법정에 증인심문을 받았다. 김구를 심문한 미군정청 군법무관들은 대위, 소령, 중령급이었다. "(問) 선생의 제자격인 피고인들이 진술한 것마다 왜 한결같이 선생과 관련한 내용으로 부합 일치될까요? (答) 알 수 없지요. 그러니까 모략이라 생각됩니다." "(問) 누구의 모략이란 말이요? (答) 그것을 이루 다 말하자면 모단체나 개인에 관한 것이 나오겠지만 어쨌든 나는 왜놈 이외에는 죽일 리가 없다."

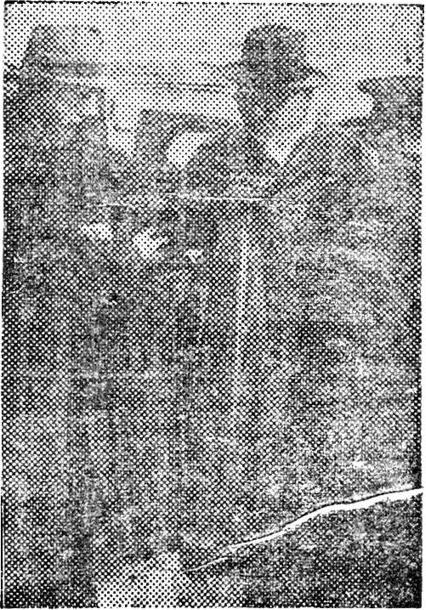
1948년 3월 미군 군사법정에 출두하고 있는 김구

1948년 3월 15일 오후 공판에서 배희범은 "정권을 잡기 위하여 신탁을 시인하는 미소공위에 참가한 것", "해방전 공산당은 민족주의자들로 조직되었는데 장덕수는 그때 공산당의 이론분자였다"는 것, "일본헌병대의 촉탁 국민총연맹의 고문으로 학생들을 격려하여 학병을 장려하는 등 친일적 행동을 한 것" 때문에 장덕수를 암살했다고 증언하였다.
1948년 3월 17일 제11회 공판 내용에 따르면 박광옥, 배희범 등 용의자들은 장덕수 등 요인 암살을 목적으로 1947년 8월 한양의원에서 대한혁명단을 조직하였다. 최중하의 진술에 따르면 원래 안재홍·배은희·장덕수를 암살하려 했으나 "안재홍씨는 찬탁을 부르짖은 죄는 크나 그후 남북통일을 제창하게 되었으므로 용서하였고 배은희는 그 정치적 실력이 크지 못하므로 제거하지 않아도 좋을 것으로 결정되어 오직 장덕수 1인을 죽이기로 된 것"이었다고 하였다.
1948년 4월 1일 제21회(최종) 공판에서 김석황, 趙尙恒, 辛日俊, 孫禎洙, 金重穆, 崔重夏, 박광옥, 배희범 등 8명에게 교수형이 선고됐고, 趙燁, 朴鼎悳 등 2명에게 징역 10년이 선고되었다.
1948년 4월 22일 존 하지는 군사위원회의 판결을 검토 후 중앙청공보부를 통하여 다음과 같은 최후적 조치를 발표하였다. "1) 박광옥 및 배희범의 사형은 승인하나 그 집행은 추후 재심할 시까지 보류함. 2) 김석황·申一俊·金重穆·崔重夏의 사형은 종신형으로 감형함. 3) 趙尙恒 및 孫禎秀의 사형은 10년형으로 감형함. 4) 趙燁 및 朴鼎悳의 10년형은 5년형으로 감형함."
1947년 12월 장덕수가 암살당하자 허정은 한독당을 유력 용의자로 보았다. 그는 조소앙을 찾아가서 "왜 설산을 죽였소"라며 따졌다. 구미위원부에 10년간 근무했던 허정은 한인애국단과 이봉창, 윤봉길 거사를 준비하는데 조소앙이 기여한 점을 근거로 조소앙을 찾아갔던 것이다. 허정은 격렬하게 항의하였다. 그러나 조소앙은 너털웃음을 터뜨리며 말을 피했다. 허정은 "너털웃음으로 숨길 수 있을 줄 아시오? 끝내 속이지는 못합니다"라고 외치고는 뛰쳐나왔다. 허정은 장덕수 암살이 임정 짓이라고 확신하였다. 그러나 차마 김구 주석에게는 가서 따지지 못하고 소년시절부터 친하게 지내던 조소앙을 찾아가서 따졌다. 결국 장덕수 암살 사건의 배후로 임정과 한독당, 민주의원에 모두 간부로 몸담던 김석황, 조상항이 체포되면서 김구까지 법정에 서게 되었다. 이후 허정은 개인적으로는 조소앙과 친분관계를 계속 유지했다. 그러나 김구나 임시정부에 대한 부정적인 시각으로 돌아섰다.
1947년 12월 장덕수가 암살당하자 신익희는 장덕수를 추모하는 추도사에서 자신과 장덕수의 관계를 중국 고사에 나오는 절친한 친구인 백아와 종자기에 비유하였다. 장덕수가 백의사 계열과 한독당의 당원들에 의해 피살되자 허정은 한독당과의 연대 노력을 포기했다.
비밀결사 백의사의 간부이자 임시정부 인물들과 친분이 있었던 김두한은 1969년 동아방송의 권오기와 대담인 노변야화에서 임시정부 계통이라고 말했다.

#### 사후
장덕수의 아내이며 이화여전 영문과 교수이자 경기여고 교장이던 박은혜는 위기를 극복하고자 아들 장사원을 미국으로 피신시켰다. 장사원은 현재 미국 체류중이다. 그 뒤 설산장덕수박사기념사업회가 발족되었다.
1948년 한국독립당원 김승학이 작성한 친일파 명단, 1980년대 친일파 연구가 임종국이 쓴 한국의 친일파 99인, 2002년 발표된 친일파 708인 명단, 2005년 고려대학교 교내 단체인 일제잔재청산위원회가 발표한 '고려대 100년 속의 일제잔재 1차 인물' 10인 명단, 2009년 친일반민족행위진상규명위원회가 발표한 친일반민족행위 705인 명단, 2009년 민족문제연구소에서 발간한 친일인명사전 등에 수록되었다.
2008년 8월 학술지 ‘한국사 시민강좌’ 하반기호(43호)에서 대한민국 건국 60주년 특집 ‘대한민국을 세운 사람들’ 을 선발, 건국의 기초를 다진 32명을 선정할 때 정치 부문의 한사람으로 선정되었다.

## 학위
- 일본 와세다 대학교 정치경제학 학사
- 미국 오리건 주립대학교 언론학 학사
- 영국 런던 대학교 대학원 사회과학 석사
- 미국 오리건 주립대학교 대학원 언론학 석사
- 미국 컬럼비아 대학교 대학원 경제학 석사, 정치학 박사

## 기타 이력
- 1894년 12월 10일 황해도 재령 남율면 강교리 나무리벌에서 농업인 장붕도(張鵬道)의 아들로 출생.
- 가정 형편이 어려워 유년기때 진남포 이사청 급사로 취직.
- 진남포의 한 학교에서 장덕진 등과 하숙, 김구를 만나게 됨[4]
- 독학으로 판임관시험에 합격후 일본으로 건너가 와세다대 정치경제학부에 입학했다. 이때 평생친구인 송진우, 김성수와 사귀게 되었다.
- 1917년 중국으로 망명해 상하이에 도착, 독립운동을 하다 여운형, 서병호, 신채호, 신성모, 신성 등을 만남
- 1918년 상하이에서 여운형을 당수로 한 신한청년당 조직에 간여하였다.[83]
- 1919년 2·8독립선언에 관여
- 1919년 중국으로 망명해 독립운동을 하다 체포돼 전남 하의도에 유배[84]
- 1919년 11월 장덕수를 석방하지 않으면 일본의 면담요청에 응할 수 없다는 여운형의 특별 사면 요청으로 석방됨
- 1920년∼1923년 동아일보사 초대 주간, 부사장 겸 주필, 서울청년회 조직
- 조선노동공제회와 연대하여 서울청년회를 조직, 미국 워싱턴에서 열린 군축회의에 조선청년연합회 대표로 독립청원서를 제출하기도 했다. 그러나 공산주의자들과의 갈등으로 탈퇴하고 미국과 영국 유학길을 선택.[84]
- 1923년 미국으로 건너가 이승만과 허정을 만나다.
- 1923년∼1936년 미국 컬럼비아 대학교 대학원 경제학석사, 정치학박사
- 1936년 보성전문학교(고려대학교의 전신) 교수
- 1939년 사상보국연맹 경성분회 제4분회장을 맡았다.
- 1941년 8월 부민관에서 열린 임전대책협의회에 윤치호, 이성근(李聖根) 등과 함께 참여하였다.
- 1941년 조선임전보국단 간부를 맡았다.[85]
- 1946년 비상국민회의 주비위원, 황해도민회초대 회장,
- 1947년 3월 12일 미국의 해리 S. 트루먼 대통령이 트루먼 독트린을 발표하자 '이것은 트루먼에게 큰 불빛이다. 긴 터널의 출구가 보이기 시작했다'고 발표하였다.[86]
- 1947년 6월 이승만, 김구를 찾아 제2차 미―소 공동위원회 참여를 설득하였으나 받아들여지지 않았다.
- 1947년 11월 단독 정부의 수립을 확신, 공언하였다. 11월에 그는 총선거를 준비한 한민당 선거 전략을 수립, 작성, 발표하였다.

## 평가

### 긍정적 평가

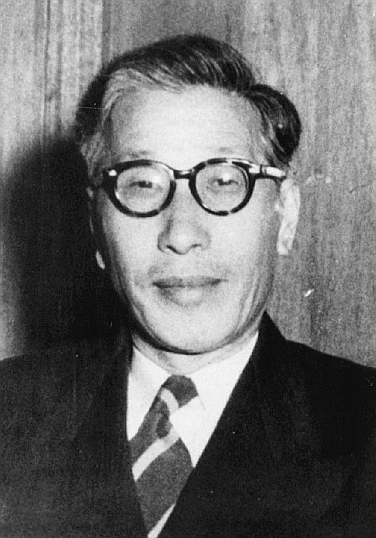
친구 허정

대통령 권한대행 겸 내각 수반을 지낸 허정은 그를 평가하기를 겸손한 성품의 이상주의자로도 평하였다. '그는 살신성인의 진정한 정신을 가진 사람이었다. 언제나 자기보다는 나라와 민족과 다른 사람을 앞세웠고 자신을 낮추고 남을 높이며 영광과 명예보다는 정의와 정도(正道)를 추구했다.'는 것이다.
이상훈은 그를 용기와 담력이 대단한 사람이라고 평가하였다.
허정은 '지금도 그가 살아 있다면 대한민국의 운명은 달라졌을 것'이라 생각하고 그를 기리며 눈물짓곤 한다.'며 그의 이른 죽음을 아쉬워했다.
조병옥은 그의 암살을 두고 '유능한 정치가 한 사람이 또 이 세상에서 사라지고 말았다. 즉 설산 장덕수 형의 불의의 흉사는 한국민주당만의 비통지사가 아니라 건국 과정에 있는 한민족 전체의 애통지사라 아니할 수 없는 것이었다.'고 했다. 조병옥은 '미군정의 경무부장으로 있으면서 대소사건에 관하여 장덕수 형과 상의하고 태개책을 강구한 적이 한두 번이 아니었다.'고 회상히였다.

### 부정적 평가

#### 친일파
2002년 발표된 친일파 708인 명단과 2008년 공개된 민족문제연구소의 친일인명사전 수록예정자 명단에 모두 선정되었다. 2005년 고려대학교 교내 단체인 일제잔재청산위원회가 발표한 '고려대 100년 속의 일제잔재 1차 인물' 10인 명단, 2009년 친일반민족행위진상규명위원회가 발표한 친일반민족행위 705인 명단에도 들어 있다.
장덕수의 친일반민족행위를 용서해야 된다는 의견도 있다. 그 근거로 한국독립당원 김승학이 작성한 내용에 따르면 '원래 미국,영국에 호의를 가졌으나 일제에 호감을 가지지 아니하였고, 혹은 친미, 배일사상의 소지자이었으나 위협을 느끼고 직업을 유지하기 위해 친일적 태도와 맹종적 협력한 자'로 분류되어 있다. 그리고, 1941년 10월 10일에 장덕수 등이 일본 오사카(大阪)에서 '비합법적 활동'을 비밀리에 전개하다 체포되었던 전력이 있었는데, 조선독립청년당이라는 비밀조직을 결성하려다 체포되었던 적이 있다.

### 동시대 인물들에 의한 평가
허정에 의하면 '고집이 세고 남의 의견에 귀를 잘 기울이지 않는 이승만 조차도 그를 신임하고 그의 의견을 존중하였고, 김구를 비롯한 임시정부 요인들도 그를 아꼈고 그의 의견은 소홀히 하지 못했다.'
허정은 그의 성격을 말하기를 "깊은 학식과 인격은 누구도 따라가기 어려웠다. 더구나 그는 달변이어서 설득의 명수였다. 흔히 재승박덕(才勝薄德)이라고 하여 재주가 없다고 말하지만, 설산은 덕에 있어서도 누구보다 뛰어났다." 또한 자신을 자랑하지 않고, 꾸밈없고 솔직한 성격이었다.

## 논란과 의혹

### 공산주의자 의혹
한독당과 한민당의 통합 반대, 미소공위 참가 주장 등으로 1947년 12월 그가 암살당한 뒤, 일각에서는 그가 공산주의자라는 의혹이 제기됐다.
용의자들은 장덕수를 공산당원으로도 지목했다. 그를 암살한 용의자들은 재판에서 장덕수가 정권을 잡기 위해서 신탁을 시인하는 미소공위에 참가할것과 해방전 공산당은 민족주의자들로 조직되었는데 장덕수는 그때 공산당의 이론가였다는 것, 일본헌병대의 촉탁인 국민총연맹의 고문으로 학생들을 격려하여 학병을 장려하는 등 친일적 행동을 한 것이 암살 동기라고 주장하였다. 암살범들이 그를 암살한 이유가 공산주의자 라는 것과 친일 의혹이었으나, 이 의혹들이 확실하게 자료로 검증된 것은 없었다

## 가족

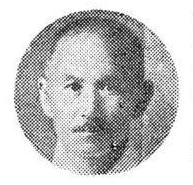
이복 형 장덕주
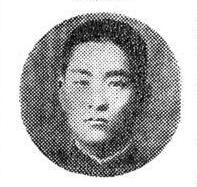
친형 장덕준
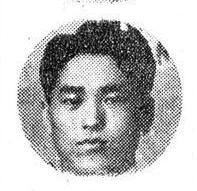
동생 장덕진
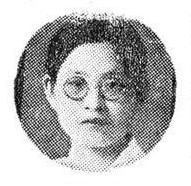
여동생 장덕희

박은혜와의 사이에서 2남 2녀를 두었다.
- 할아버지: 장택(張澤)
- 아버지: 장붕도(張鵬道, 다른 이름은 형모(亨模))
- 어머니(본처): 이름 미상
  - 이복 형: 장덕주(張德胄)
- 어머니: 김현묘(金賢妙)
  - 둘째 형: 장덕준(張德俊) 1891년 6월 25일~1920년, 호는 추송(秋松)
  - 동생: 장덕진(張德震) 1898년~1924년 8월 27일, 호는 운송(雲松)
  - 여동생: 장덕선(張德善, 다른 이름은 덕희(德姬), 1905년~?)
- 처: ?
- 처: 박은혜(朴恩惠, 1904년~1963년, 호는 난석(蘭石). 교육자[93], 1937년 재혼)
  - 딸: 장숙원(張淑元)
  - 딸: 장혜원(張惠元, 1939년~)
  - 아들: 장지원(張知元)
  - 아들: 장사원(張師元, 미국 거주)
  - 딸: 2녀

## 기타 일화

### 김활란의 청혼 거부
장덕수가 미국 유학에서 돌아온 직후인 1937년 김활란(이화여대 총장 역임)씨에게 청혼했지만 김활란은 '나는 이화를 나의 남편으로 생각한다'며 거절했다. 장덕수는 처음에는 상당히 실망하였지만 감정을 드러내지 않고 김활란과 오랫동안 성별을 뛰어넘은 친구 관계를 유지하였다.
또한 조병옥, 허정, 이기붕, 윤치영, 이활, 윤보선 등의 다양한 친구를 만나 사귀기도 했다.

## 장덕수를 연기한 배우
- 한인수 - 1982년(제1공화국) MBC 드라마
- 김성원 - 1985년(새벽) KBS1 드라마
- 김성원 - 1990년(여명의 그날) KBS1 드라마
- 문정수 - 2017년 영화 《박열》(‘동북아일보 주필 김성철’로 등장)

## 관련 서적
- 이경남, 《설산 장덕수》(동아일보사, 1981)
- 인촌기념회, 《인촌김성수전》(인촌기념회, 1976)
- 강준만, 《한국현대사산책:1940년대편 1 》(인물과 사상사, 2006)
- 강준만, 《한국현대사산책:1940년대편 2 》(인물과 사상사, 2006)
- 나영균, 일제시대 우리 가족은 (황소자리, 2004)
- 정경모, 《찢겨진 산하》(한겨레신문사, 2002)
- 반민족문제연구소, 《친일파 99인 2》(돌베개, 1993)
- 박태균, 《현대사를 베고 쓰러진 거인들》(지성사, 1996)
- 서울대학교 한국교육사고, 《한국정당사/사찰요람》(서울대학교 한국교육사고, 1994)
- 김학준, 《해방공간의 주역들》(동아일보사, 1996)
- 브루스 커밍스, 《일월총서 71 한국전쟁의 기원》(브루스 커밍스, 김자동옮김, 최옥자펴냄, 일월서각, 2001년판)
- 한태수, 한국정당사(신태양사, 1965)
- 김학준, 《혁명가들의 항일 회상》(민음사, 2005)

## 같이 보기
| - 민족개량주의 - 보강학교 - 와세다 대학교 - 사회주의 - 김구 - 김성수 - 동아일보 - 백관수 - 백남훈 - 송진우 - 신익희 - 신한청년당 - 대한민국 임시정부 - 임정 구미위원부 - 신아동제사 - 윤홍섭 - 이광수 - 김철수 - 김성숙 | - 하의도 - 삼일신보 - 브나로드 운동 - 여운형 - 신규식 - 신성모 - 여운홍 - 안재홍 - 윤보선 - 이승만 - 이활 - 이기붕 - 박헌영 - 장덕진 - 장덕준 - 장면 - 장택상 - 조동호 - 조병옥 | - 정성태 - 김연수 - 유진산 - 동아일보 - 삼일신보 - 조선임전보국단 - 국민대회준비위원회 - 건국준비위원회 - 한국민주당 - 민주국민당 - 미소공동위원회 - 김규식 - 윤치영 - 윤치호 - 유진오 - 허정 - 장건상 - 정율성 |

## 참고 문헌
- 반민족문제연구소 (1993년 3월 1일). 〈장덕수 : 근대화 지상주의에 매몰된 재사 (서중석)〉. 《친일파 99인 2》. 서울: 돌베개. ISBN 978-89-7199-012-4.
- 성대경 (1996년 8월 31일). 《한국사회주의운동 인명사전》. 서울: 창비. ISBN 978-89-364-7030-2.
- KBS 다큐멘터리극장 '정치 암살의 희생자들', KBS 텔레비전 1994년 2월 20일 방송